# LG V40 ThinQ
LG V40 ThinQ는 2018년 LG전자가 설계하고 제조한 안드로이드 스마트폰이며, LG V 시리즈의 4번째 메인 모델이자 2018년형 모델이다. 2018년 9월 27일 LG전자의 공식 미디어 계정을 통해 디자인이 선공개되었으며, 2018년 10월 4일 서울 강서구 마곡동의 LG 사이언스 파크에서 개최한 공개 행사를 통해 정식으로 공개되었다. 2018년 10월 18일 미국 시장을 시작으로 순차적으로 출시되었으며, 한국 시장에는 2018년 10월 23일에 출시되었다. 세계 최초로 전면과 후면 카메라의 갯수가 5개인 펜타 카메라를 탑재했으며, LG전자 스마트폰 최초로 후면 트리플 렌즈를 탑재한 스마트폰이다. 그리고 LG V10 이후 최초로 전면 듀얼 카메라가 탑재되었다. 동년도 플래그쉽인 LG G7 ThinQ과 같이 인공지능 기능이 강화되어 ThinQ라는 네이밍이 붙었다.

## 운영 체제 / 소프트웨어 업데이트 내역

### 안드로이드 8.1 오레오
LG V40 ThinQ는 안드로이드 8.1 오레오를 기본탑재하여 출시했다. UI는 LG UX 7.0이 적용되었다. 그리고 LG V30S ThinQ에 탑재되었던 공감형 AI 기능들이 그대로 적용되었다.

### 안드로이드 9 파이
2019년 6월 17일 안드로이드 9 파이 업그레이드를 받았다. UI는 LG UX 8.0으로 업그레이드 되었다.

#### 업데이트 내용
Pie OS 가 적용되었다.

제스처 홈버튼 기능이 추가되었다. 
홈버튼을 위로 드래그하여 최근 사용 기록을 확인하거나 좌우로 드래그하여 최근 사용한 앱으로 전환할 수 있다.

볼륨 버튼을 누를 때 항상 미디어 볼륨을 조절하는 설정이 추가되었다.

화면 캡처 시 우측 하단에 미리보기가 제공된다.

배터리 자동 절약 기능이 추가되었다.

각 앱의 백그라운드 실행 여부를 설정할 수 있다.

화면 회전이 필요한 상황일 때 홈 터치 버튼 영역에 화면 회전 버튼이 제공된다.

잠금을 해제한 후 전원을 끌 수 있도록 보안이 강화되었다.

보안 강화를 위해 잠금 아이콘 표시 설정이 추가되었다. 전원 버튼을 길게 눌러 잠금 실행 시 Smart Lock, 생체 인식, 잠금화면 알림이 중지된다.

자동 밝기 설정 시 사용자의 밝기 조절 패턴을 학습하여 선호하는 밝기로 자동 설정된다.

보기 편한 모드에 ‘일몰에서 일출까지’ 설정이 추가되었다.

앱의 폴더 접근 권한과 Wi-Fi 제어 권한을 관리할 수 있다.

SD 카드 암호화 시 화면 잠금을 PIN 또는 비밀번호로만 설정할 수 있었던 제약이 없어졌다.

홈화면의 앱과 위젯 위치가 사용자의 의도와 상관없이 바뀌지 않도록 홈화면 배치 고정 기능이 추가되었다.

듀얼 앱 기능이 추가되었다. SNS나 메신저 앱을 하나 더 설치하여 각각 다른 계정으로 사용할 수 있다.

### 안드로이드 10
2020년 6월 1일 안드로이드 10 Q 업그레이드를 받았다. UI는 LG UX 9.0으로 업그레이드 되었다.

#### 업데이트 내용
안드로이드 10 OS가 적용되었다.

팝업 윈도우 기능이 추가되었다.

야간 모드 기능이 추가되었다.

내비게이션 바에 제스처 스타일이 추가되었다.

접근성 바로가기 설정의 단축키 동작이 변경되었다.

터치 영역 제어 설정의 단축키 동작이 변경되었다.

그 외 안드로이드 10의 새로운 기능들이 추가되었다.

## 특수 기능

### 디스플레이
LG V40 ThinQ의 디스플레이 기능은 전작인 LG V30 ThinQ의 기능을 계승했다.

#### 뉴 세컨드 스크린
과거 LG V10과 LG V20에서 선보였던 세컨드 스크린을 게승한 노치 디자인의 디스플레이이다. 기존의 세컨드 스크린 같은 기능들이 적용되지 않았다. 디스플레이의 상단부에 노치 디자인이 적용되어, 전작인 LG V30 ThinQ 대비 상단의 좌우 베젤이 줄어들었다. 이로 인해 기존의 18:9 화면비에서 19.5:9로 늘어났고, 본체가 좀 더 길어졌고, 6.4인치 디스플레이로 크기가 더 커졌다. 영상을 더 선명하게 볼 수 있는 기술인 HDR10과 돌비 비전 (Dolby Vision)이 적용되었다. 노치 디자인에 거부감을 느끼는 사람들을 위해 상단부 노치의 좌우 빈 공간을 원하는 색상으로 가릴 수 있는 사용자 색상 모드를 지원한다. 사용자가 고를 수 있는 색상은 검정, 회색, 그라데이션, 무지개 색 등이 있다. 다만, 사용자 색상 모드는 기본 홈화면이나 LG 앱에서만 적용이 가능하다.

### 오디오
LG V40 ThinQ의 오디오 기능은 전작인 LG V30 ThinQ와 동년도 플래그쉽인 LG G7 ThinQ의 기능을 계승했다.

#### Hi-Fi Quad DAC
DAC(Digital to Analog Converter)은 디지털 신호를 사람이 들을 수 있는 아날로그 신호로 변환해주는 장치이다. 이 중 쿼드 DAC는 디지털 신호의 잡음을 최대 50%까지 감소시켜서 원음에 가까운 소리를 낼 수 있게 해 준다. ESS 사의 Sabre 쿼드 DAC가 적용되었으며, 전작과 동일하게 24비트는 물론, 32비트 음원을 재생할 수 있다. 다만 B&O와의 계약 기간 만료로 인해 LG V40 ThinQ부터는 영국의 오디오 전문 기업인 메리디안 사의 튜닝을 받았다. 게다가 멜론이나 스포티파이 같은 음악 스트리밍 서비스에서 고음질 음원을 들을 때 데이터를 덜 소모하게 해주는 MQA 포맷을 지원한다.

#### 붐박스 스피커
붐박스 스피커는 스마트폰 본체를 상자나 나무, 철재 등 다양한 재질의 테이블 등 속이 비어있는 물체 위에 올리면 스마트폰 본체가 울림통처럼 작동해 소리를 일반 스피커 대비 최대 10배 이상 증폭시켜주는 기능이다. 스마트폰이 물체 위에 올라갔을 때 기기 내부에 있는 진동자가 공명 현상을 일으켜서 대형 우퍼를 연결한 것과 같은 효과를 낼 수 있다. 붐박스 스피커는 저음역대의 음량이 최대 6 dB 이상 커져서 기존 스마트폰 대비 2배 이상 풍부한 중저음을 들을 수 있다. 이외에도 음악에 맞춰서 LED 플래시를 미러볼처럼 반짝이게 해주는 붐박스 쇼 기능이나 기기를 손에 쥐고 있을 때 더 강한 진동을 줄 수 있는 흔들 때 강한 진동 기능을 지원한다. LG전자는 사용자들이 야외활동을 할 때 큰 사운드로 음악을 즐길 수 있으며 블루투스 스피커의 대체재로 사용할 수 있다고 말했다.

#### DTS:X 입체 음향
LG전자는 오디오 전문 기업인 엑스페리와의 독점 파트너쉽을 통해 영화, 음악 등을 감상할 때 더 생생한 소리를 들을 수 있는 DTS:X 3D 입체 음향 기능을 지원한다. 와이드, 왼쪽, 오른쪽 총 3가지의 모드로 설정할 수 있으며 이어폰을 끼면 최대 7.1 채널의 입체 음향을 들을 수 있다. 이어폰을 끼지 않고 스피커로 소리를 들을 때에도 3D 입체 음향을 느낄 수 있다. 전용 콘텐츠뿐만 아니라 기본 음악 앱이나 비디오 앱 이외에도 어떤 콘텐츠의 종류에 상관없이 입체 음향 설정을 적용할 수 있다.

### 카메라
LG V40 ThinQ의 카메라 기능은 전작인 LG V30 ThinQ와 동년도 플래그쉽인 LG G7 ThinQ의 기능을 계승했다.

#### 펜타 카메라
LG V40 ThinQ는 전 세계 최초로 후면에 3개, 전면에 2개, 총 5개의 카메라를 탑재한 펜타 카메라를 구현했다. LG전자 스마트폰 최초로 후면 트리플 렌즈를 탑재했으며, 기존의 기본 화각+초광각 구성에 망원 화각을 처음으로 추가했다. 그리고 전면 듀얼 렌즈 구성은 LG V10 이후 오랜만에 구현되었다. LG전자에서는 후면 카메라의 기본 화각 렌즈의 센서 크기가 LG V30 ThinQ 때보다 18% 더 커져서 이전보다 40% 더 밝게 촬영이 가능하다고 설명했다. 또한 개선된 촬영 알고리즘을 적용하여 촬영 노이즈를 줄였으며 어드밴스드 HDR 기술을 적용해 역광이 비치는 상황에서도 선명한 촬영이 가능하다고 밝혔다. 후면 카메라의 망원 렌즈에서는 피사체를 확대해서 촬영할 때 빠르게 자동 초점을 맞춰주는 접사 촬영이 가능하다.

#### 펜타 샷
펜타 샷은 2018년 11월에 진행된 업데이트를 통해 추가된 기능으로 셔터 한 번만 누르면 전면에 2개, 후면에 3개의 카메라를 모두 이용해 5개의 화각을 촬영할 수 있는 기능이다. 트리플 샷과 유사하지만 전면 카메라도 같이 작동되어 촬영자가 찍고 있는 사진뿐만 아니라 촬영자의 셀카도 동시에 찍을 수 있는 점이 차이점이다.

#### 트리플 샷 & 트리플 프리뷰
V40 ThinQ의 후면 트리플 렌즈를 이용한 기능이다. 트리플 샷은 셔터 한 번 만으로 3개의 카메라를 통해 3개의 사진을 한 번에 찍을 수 있는 기능이다. 트리플 프리뷰는 사진을 찍기 전 3개의 카메라를 미려 켜서 사진이 어떻게 나오는지 미리 확인할 수 있는 기능이다.

#### 스토리 샷
스토리 샷은 전면 카메라에서 인물 사진을 촬영할 때 인물의 뒷 배경을 스마트폰 갤러리에 있는 사진으로 지정하여 지정된 사진과 합성해 셀카를 촬영할 수 있는 기능이다. 이외에도 전면 카메라와 후면 카메라를 동시에 활용해 전면 셀카와 후면 카메라로 촬영한 사진을 합성하여 촬영할 수 있다.

#### AI 카메라
AI 카메라는 실행 시 AI가 피사체를 인식한 후 알아서 그에 맞는 색감, 반사광, 채광 등을 가진 촬영 모드를 추천해주는 기능이다. 인식하는 도중 "여자", "풍경" 등의 피사체의 정보가 담긴 단어가 화면에 뜨며, 터치 한 번으로 추천 모드를 실행할 수 있게 버튼을 띄워준다. 반려동물, 일출, 일몰, 풍경, 도시 등 총 19개의 촬영 대상을 인식할 수 있다. 이번 LG V40 ThinQ부터는 촬영 모드를 추천해주는 것을 넘어서 대상에 맞는 색감이나 화이트벨런스를 자동으로 조절해주는 기능이 생겼다. 또한 사람을 인식하면 삼분할법을 이용해 구도를 추천해주는 AI 구도 추천과 움직임이 많은 대상을 감지하면 자동으로 셔터 스피드를 조정해 선명한 사진을 찍을 수 있게 해주는 AI 동작 인식 기능이 추가되었다. 그리고 저조도 상황에서 자동으로 밝기를 높여주는 AI 저조도 촬영 기능도 있다.

#### 아웃포커스
아웃포커스는 원하는 대상을 선택한 후, 그 대상을 제외한 나머지 배경을 흐리게 하여 대상을 더욱 강조하여 촬영할 수 있는 기능이다. 전면 카메라에서는 듀얼 렌즈 구성을 통해 기존의 배경을 흐리는 효과 외에도 배경화면을 추가하거나 후면 카메라의 사진을 배경화면으로 추가할 수 있는 효과가 추가되었다. 또한 후면 카메라에서도 사진 촬영 시에 배경을 흐리는 아웃포커스 기능을 적용할 수 있다. 다만, 동영상 아웃포커스 기능은 적용되지 않았다.

#### 매직 포토
매직 포토는 사진과 동영상을 합성해 멈춰있는 사진에 선택한 일부분을 영상으로 바꿔서 일부분만 움직이는 사진을 만들 수 있는 기능이다. 우선 셔터 한 번으로 사진과 동영상을 동시에 촬영한 뒤, 영상이 나왔으면 하는 부분을 손가락으로 문질러 지정해준다. 이렇게 하면 문지른 부분만 움직이고 나머지는 멈춰있는 매직 포토가 완성된다.

#### 메이크업 프로
메이크업 프로는 셀카를 찍을 때 촬영자의 얼굴에 화장을 한 것 같은 메이크업 효과를 주는 기능이다. 전면 카메라에서 메이크업 아이콘을 누르면 메이크업 프로가 실행되어 기본, 내추럴, 청순가련 등 총 10가지 스타일의 메이크업을 적용할 수 있다. 효과의 진하기는 총 8단계로 조절할 수 있으며 추가적으로 아이라인, 볼터치 등의 세부적인 효과를 설정할 수 있다. 메이크업 프로의 메이크업 효과들은 LG생활건강의 전문 메이크업 아티스트와의 협업을 통해 "더페이스샵" 제품들을 기반으로 제작되었다. 마음에 드는 메이크업 효과가 있다면 좌측 상단의 "메이크업 제품 보기" 버튼을 눌러서 별도의 구매 링크 없이 바로 해당 제품의 판매 사이트인 LG생활건강 네이처컬렉션으로 이동할 수 있다. 다만, 구매 사이트 연동 기능은 해외 모델에서는 적용되지 않고 국내 제품만 한정적으로 지원된다.

#### AR 스티커 & AR 이모지
AR 스티커와 AR 이모지는 전면 카메라에서 사용자의 얼굴을 인식한 후 증강현실 기술을 활용하여 사용자의 얼굴 위에 가상의 이미지 효과나 아바타를 생성하여 촬영할 수 있는 기능이다. AR 이모지는 가상의 아바타를 생성한 후 사용자의 움직임을 분석해 사용자가 원하는대로 아바타를 움직이면서 촬영할 수 있다. 삼성 갤럭시 S9 시리즈의 AR 이모지와 아이폰 X에 탑재된 애니모티콘과 유사한 기능이다. 반면에 AR 스티커는 실제 사용자의 얼굴에 스티커처럼 그래픽 효과를 더해서 합성 사진을 촬영할 수 있다. LG 스마트월드에서 크리스마스, 새해 등의 다양한 테마를 배경으로 한 AR 스티커 팩을 다운로드 받을 수 있다.

### 멀티테스킹
LG V40 ThinQ의 멀티테스킹 기능은 전작인 LG V30 ThinQ와 동년도 플래그쉽인 LG G7 ThinQ의 기능을 계승했다. 다만, 모종의 이유로 인해 LG Q보이스가 탑재되지 않았다.

#### 구글 어시스턴트 키
LG전자는 구글과의 협력을 통해 구글 사의 인공지능인 구글 어시스턴트를 바로 실행할 수 있는 구글 어시스턴트 키를 기기의 좌측면 음량조절 버튼 아래에 추가했다. 구글 어시스턴트 키를 길게 한 번만 누르면 구글 어시스턴트를 호출할 수 있고, 빠르게 두 번 누르면 구글 렌즈 기능을 실행할 수 있다. LG전자에서는 사용자들이 구글 어시스턴트 키를 통해 구글 어시스턴트를 워키토키(무전기)처럼 사용할 수 있다고 밝혔다.

#### Q링크
Q링크는 LG V40 ThinQ가 자동으로 iOT 기기를 탐색해 사용자들이 별도의 등록 단계를 거치지 않고도 스마트 홈 기능을 바로 사용할 수 있게 도와주는 앱이다. 연결할 수 있는 기기는 WiFi 칩이 탑재된 가전 제품, 스마트 워치, 태블릿 PC, 셋톱박스 등 LG전자의 ThinQ 제품들 이외에도 세계 iOT 표준인 OCF 인증을 받은 기기들이다. Q링크는 연결된 제품의 상태를 확인할 수 있으며 앱을 통한 원격 제어도 가능하다. 예를 들면, TV 리모컨이나 세탁기나 건조기의 남은 작업시간 확인, 공기청정기의 공기 질 확인, 냉장고의 문열림 확인 등이 가능하다.

#### Q렌즈
Q렌즈는 원하는 피사물을 촬영한 후, 그에 관한 정보검색, QR 코드 등을 검색할 수 있는 기능이다. 네이버와 아마존과 협력해 제공하는 쇼핑 정보도 검색할 수 있다. 삼성전자의 빅스비 비전과 유사한 기능이다.

### 기타
전작인 LG V30 ThinQ에 이어서 일체형 배터리가 적용되었다.1.5m 수심에서 30분까지 작동할 수 있는 IP68 등급의 방수방진이 채택되었다. 전작들과 마찬가지로 미군에서 진행하는 내구성 테스트인 MIL-STD 810G 통과 인증을 받았다. Qi 표준 15W 고속 무선 충전을 지원한다. 퀄컴 사의 퀵차지 4.0을 적용해 고속 충전도 지원한다.

#### 실키 매트 디자인
LG V40 ThinQ는 기존의 유광 후면 유리 마감을 채택한 LG G7 ThinQ와 LG V30 ThinQ와는 달리 불투명한 소재의 유리로 후면을 마감한 실키 매트 디자인을 적용했다. LG전자 강화유리의 표면을 나노미터 단위로 미세하게 깎아 내리는 나노 샌드 블라스트(Nano Sand Blast) 공법을 적용해 실크같은 부드러운 느낌의 촉감을 구현했다고 밝혔다. 필름을 입히지 않고 강화 유리를 깎았기 때문에 흠집이나 충격에 강한 편이다. 또한 무광 소재이기 때문에 지문이 잘 묻어나지 않는 편이다. 그리고 미끄러움이 적은 편이다. 아이폰 11 프로 시리즈의 무광 디자인과 유사한 편이다.

#### LG 페이
LG 페이는 2017년 6월 1일, G6 32GB와 G6+ 출시와 함께 추가된 LG전자의 모바일 결제 서비스이다. 경쟁 중인 서비스는 애플 페이와 삼성 페이이며, 결제 방식으로는 NFC (근거리 무선 통신)와 MST (마그네틱 보안전송) 방식을 지원한다.

#### 생체인식
LG V40 ThinQ는 전작들이 지원하는 패턴, 노크온, 에이리어 타입 지문인식, 얼굴인식을 모두 지원한다. 다만 LG전자 측에서는 전작들과 마찬가지로 보안이 취약할 수 있기 때문에 패턴, 노크온, 지문인식을 사용하길 권장했다.

## 색상
- 뉴 오로라 블랙
- 뉴 플래티넘 그레이
- 뉴 모로칸 블루
- 카민 레드

## 같이 보기
- LG V35 ThinQ
- LG V 시리즈
- LG V30S ThinQ
- LG G7 ThinQ

## 경쟁 기종
- 삼성 갤럭시 노트9

- 아이폰 XS
- 아이폰 XS 맥스
- 아이폰 XR